# Щасливого Різдва, Чарлі Менсон!
Щасливого Різдва, Чарлі Менсон! (англ. Merry Christmas, Charlie Manson!) — 16 епізод 2 сезону (№ 29) серіалу «Південний парк», прем'єра якого відбулася 9 грудня 1998 року

## Сюжет
Картман разом з мамою відправляється в гості до своїх родичів, що живуть в Небрасці; разом з ним туди збираються Кайл і Кенні. Стен теж хоче поїхати, проте мама забороняє йому, і він їде з хлопцями без досволу, розчарувавшись в сімейних цінностях. По дорозі до бабусі Ерік і Ліенн постійно співають одну і ту ж пісню, зводячи інших хлопців з розуму. На рекламному плакаті хлопці бачать оголошення про те, що в місцевому супермаркеті з дітьми зустрічається Містер Генкі. Коли вони приїжджають в будинок бабусі, всіх дітей чекає розчарування — Картман отримує «дурну» футболку замість очікуваного великого подарунка, а всі члени сім'ї Картмана поголовно виявляються копіями його самого, з усіма неприємними звичками. Під час святкової вечері вони вперше бачать дядька Еріка, Говарда, який отримує можливість бути присутнім на вечері за допомогою супутникового телебачення з тюрми. Пізніше, цієї ж ночі, хлопчики чують, як хтось забирається в будинок, і виявляють, дядька Говарда і його співкамерника, що втекли з в'язниці — знаменитого вбивцю Чарльза Менсона.
Хлопчики хочуть потрапити в супермаркет, щоб побачити містера Генкі, але ніхто з родичів Картмана не хоче з ними йти. Картмана просять доглянути за його кузеном Елвіном. У пошуках того, чим би зайнятися, Менсон пропонує хлопцям сходити в супермаркет. Однак, там з'ясовується, що містер Хенкі став торговим брендом, і замість нього в магазині сидить людина в його костюмі; крім того, продається численна атрибутика, пов'язана з містером Генкі, а по телевізору демонструються різдвяні казки про нього. Менсон разом з Кенні дивиться одну з казок і, зворушений, стає добрим. Кайл і Стен зустрічаються з містером Генкі, в якому Кайл пізнає самозванця, і в магазині починається дитяче повстання. Хлопці (і Чарльз Менсон) тікають з супермаркету, коли поліцейські, які приїхали втихомирювати повстання, впізнають Менсона, і беруть участь в гонитві, яка транслюється по телебаченню (всі думають, що Чарльз захопив дітей у заручники).
Тим часом в будинку Картманів все дивляться шоу Терренса і Філліпа і надають мало значення тому факту, що в будинок прибуває Чарльз Менсон і на пару з дядьком Говардом оголошують всіх присутніх в будинку своїми заручниками. Дядько Говард і Менсон вирішують бігти через вікно в туалеті, і Стен проситься разом з ними, тому що його шукають його розлючені батьки. Однак, Менсон вчить Стена того, що треба цінувати сім'ю, і той змінює своє рішення. Чарльз і Говард добровільно здаються і співають різдвяну пісню. Батьки Стена визнають, що були неправі, коли забороняли йому зустріти Різдво з друзями, і погоджуються відкласти покарання до закінчення свят. У фіналі сім'я Картманів разом зі Стеном і Кайлом приходить до Менсона в тюрму і співають йому різдвяний гімн "Hark! The Herald Angels Sing ".

## Смерть Кенні
Коли поліція оточує будинок Картманів, Менсон з дядьком Картмана вирішують здатися. Уперед вони випускають Кенні з білим прапором. Один з поліцейських кричить: «Дивіться, білий прапор!» Кенні зрешечено кулями, після чого Менсон кричить: " О боже, вони вбили малюка в помаранчевому пальто! "Кайл додає: " Ви покидьки! "

## Пародії
- Одна з книг, написаних Менсоном (їх назви видно в кінці епізоду), — "Are you there God? It's me, Manson ". Пізніше в серіалі вийде епізод "Are You There God? It's Me, Jesus ". Обидві назви є відсиланням до скандальної книги  Ти тут, Бог? Це я, Маргарет .
- Коли в будинок сім'ї Картманів забираються дядько Говард і Менсон, на Еріці надіта футболка з епізоду «Вигода ваги 4000».
- Мультфільм «Про злісний кал» є пародією на мультфільм 1966 року «Як Грінч вкрав Різдво»

## Цікаві факти
- У цьому епізоді з'являється інопланетянин: його голова з'являється під час погоні замість татуювання на лобі у сидячого за кермом Менсона.
- По дорозі до дому бабусі Ліенн і Ерік співають пісню дня Подяки на слова Лідії Марії Чайлд «Over the River and through the Woods».
- Слова Менсона про важливість сім'ї натякають на його «сім'ю» (англ. Manson family) — злочинне угруповання, яку він очолював.
- Номер на тюремній робі Чарльза Менсона — 06660.
- Роль підробленого містера Хенкі озвучив Дайан Бахар, приятель Трея Паркера і Метта Стоуна по коледжу.
- На стіні в будинку Картманом висить овальна картина з Еріком в образі волхва (з посохом, в стародавньому вбранні і з хрестом над головою).